# Gino Stacchini
Gino Stacchini (né le 18 février 1938 à San Mauro Pascoli dans la province de Forlì-Cesena), est un joueur de football italien, qui évoluait en tant qu'ailier.

## Biographie

### Club
Stacchini est surtout connu pour avoir joué en tout 12 saisons dans le club de la Juventus, avec qui il joua 288 matchs et inscrivit 59 buts. Avec la Vieille Dame, il remporta en tout 4 scudetti (Championnats d'Italie) en 1958, 1960, 1961 et 1967, ainsi que 3 Coppa Italia en 1959, 1960 et 1965.
Ailier droit, il fit ses grands débuts professionnels avec la Juventus (où il était arrivé à l'été 1955) en Serie A lors d'un match contre l'Atalanta Bergamasca Calcio le 1er avril 1956, partie se soldant par un match nul 1-1. 
Lors de la saison 1967-1968, il quitte le club de Turin et rejoint l'AC Mantova, puis partira finir les dernières saisons de sa carrière dans le club de l'AC Cesena.
Durant les années 1960, il fut en couple pendant de nombreuses années avec l'actrice italienne Raffaella Carrà.

### International
Avec le maillot de l'équipe nationale italienne, il fit ses débuts le 13 décembre 1958 lors d'un match Italie - Tchécoslovaquie se terminant par un nul 1-1. En sélection, il joua en tout 6 matchs, et inscrivit 3 buts, tous sous les couleurs de la Juve.

## Palmarès
Juventus
- Championnat d'Italie (4) :
  - Champion : 1957-58, 1959-60, 1960-61 et 1966-67.
  - Vice-champion : 1962-63.

- Coupe d'Italie (3) :
  - Vainqueur : 1958-59, 1959-60 et 1964-65.

- Coupe des villes de foires :
  - Finaliste : 1964-65.

### Statistiques en club
| Saison    | Club     | Championnat | Championnat | Championnat | Coupe nationale | Coupe nationale | Coupe nationale | Coupe continentale | Coupe continentale | Coupe continentale | Autre coupe | Autre coupe | Autre coupe | Total  | Total |
| Saison    | Club     | Comp.       | Matchs      | Buts        | Comp.           | Matchs          | Buts            | Comp.              | Matchs             | Buts               | Comp.       | Matchs      | Buts        | Matchs | Buts  |
| --------- | -------- | ----------- | ----------- | ----------- | --------------- | --------------- | --------------- | ------------------ | ------------------ | ------------------ | ----------- | ----------- | ----------- | ------ | ----- |
| 1955-1956 | Juventus | A           | 7           | 0           |                 | -               | -               |                    | -                  | -                  |             | -           | -           | 7      | 0     |
| 1956-1957 | Juventus | A           | 3           | 1           |                 | -               | -               |                    | -                  | -                  |             | -           | -           | 3      | 1     |
| 1957-1958 | Juventus | A           | 29          | 7           | CI              | ?               | ?               |                    | -                  | -                  |             | -           | -           | ?      | ?     |
| 1958-1959 | Juventus | A           | 28          | 4           | CI              | ?               | ?               | CC                 | ?                  | ?                  |             | -           | -           | ?      | ?     |
| 1959-1960 | Juventus | A           | 30          | 9           | CI              | ?               | ?               |                    | -                  | -                  |             | -           | -           | ?      | ?     |
| 1960-1961 | Juventus | A           | 31          | 2           | CI              | ?               | ?               | CC                 | ?                  | ?                  |             | -           | -           | ?      | ?     |
| 1961-1962 | Juventus | A           | 36          | 8           | CI              | ?               | ?               | CC                 | ?                  | ?                  |             | -           | -           | ?      | ?     |
| 1962-1963 | Juventus | A           | 31          | 3           | CI              | ?               | ?               |                    | -                  | -                  |             | -           | -           | ?      | ?     |
| 1963-1964 | Juventus | A           | 29          | 6           | CI              | ?               | ?               | CdF                | ?                  | 2                  |             | -           | -           | ?      | ?     |
| 1964-1965 | Juventus | A           | 32          | 8           | CI              | ?               | ?               | CdF                | ?                  | 1                  |             | -           | -           | ?      | ?     |
| 1965-1966 | Juventus | A           | 15          | 5           | CI              | ?               | ?               | CdC                | 1                  | 0                  |             | -           | -           | ?      | ?     |
| 1966-1967 | Juventus | A           | 8           | 2           | CI              | ?               | ?               | CdF                | ?                  | 1                  |             | -           | -           | ?      | ?     |
| 1967-1968 | Mantova  | A           | 15          | 0           | CI              | ?               | ?               |                    | -                  | -                  |             | -           | -           | ?      | ?     |
| 1968-1969 | Cesena   | B           | 19          | 2           | CI              | ?               | ?               |                    | -                  | -                  |             | -           | -           | ?      | ?     |
| 1969-1970 | Cesena   | B           | 14          | 0           | CI              | ?               | ?               |                    | -                  | -                  |             | -           | -           | ?      | ?     |